# Суат Сердар
Суат Сердар (нім. Suat Serdar) — німецький футболіст турецького походження, центральний півзахисник клубу «Верона» та національної збірної Німеччини.

## Клубна кар'єра
У віці 11 років Суат потрапив в академію «Майнца». Дебютував у Бундеслізі 18 вересня 2015 року, у матчі проти Гоффенгайма, вийшовши на заміну на 88-й хвилині замість автора хет-трика — Юнуса Маллі. Загалом у сезоні відіграв 12 матчів у всіх турнірах.
Улітку 2018 футболіст перейшов до складу «Шальке 04», підписавши з клубом контракт на 4 роки.
15 червня 2021 року підписав 5-річний контракт із берлінською «Гертою». Відіграв у Берліні наступні два сезони, за результатами другого з яких команда втратила місце у Бундеслізі. Після цього, влітку 2023 року, гравець погодився на перехід на умовах річної оренди до італійської «Верони».
2024 року гравець підписав повноцінний контракт з «Вероною».

## Кар'єра у збірних
У 2013 році вперше був викликаний до юнацької збірної Німеччина U-16. Загалом на юнацькому рівні відіграв 31 матч і забив 4 голи.
З 2017 по 2019 викликався до лав молодіжної збірної Німеччини, за яку відіграв 8 матчів та забив 2 голи.
9 жовтня 2019 дебютував у складі національної збірної Німеччини у товариському матчі проти збірної Аргентини. Протягом наступного року ще тричі виходив на поле у складі національної команди, незмінно на заміну у середині других таймів.
| Дата       | Місто              | Господарі | Результат | Гості             | Турнір                               | Голи | Примітки |
| ---------- | ------------------ | --------- | --------- | ----------------- | ------------------------------------ | ---- | -------- |
| 9-10-2019  | Дортмунд           | Німеччина | 2 – 2     | Аргентина         | товариський матч                     | -    | 71'      |
| 13-10-2019 | Таллінн            | Естонія   | 0 – 3     | Німеччина         | Відбір до ЧЄ 2020                    | -    | 77'      |
| 19-11-2019 | Франкфурт-на-Майні | Німеччина | 6 – 1     | Північна Ірландія | Відбір до ЧЄ 2020                    | -    | 73'      |
| 3-9-2020   | Штутгарт           | Німеччина | 1 – 1     | Іспанія           | Ліга націй УЄФА 2020-2021 - 1-й етап | -    | 74'      |
| Усього     |                    | Матчів    | 4         |                   | Голів                                | 0    |          |